# Stazione di Sovereto
La stazione di Sovereto (già Terlizzi-Sovereto) è una fermata ferroviaria della ferrovia Bari-Barletta, a servizio della località di Sovereto, frazione di Terlizzi. È gestita dalla Ferrotramviaria.